# さらば!! 独身寮
『さらば!! 独身寮』（さらばどくしんりょう）とは、ロドリゲス井之介による日本の漫画作品である。単行本は全2巻。全24話（全8章）。『週刊コミックバンチ』（新潮社）第174号（2005年1月21日号）から第206号（2005年9月16日号）まで連載された。

## ストーリー
森脇浩一29歳独身、山尾尽27歳独身。2人は彼女をゲットして独身寮からの退寮を目論んでいた。合コンに花見に奮闘するが、現実は厳しい。これはモテない男のための恋愛バイブルである。

## 単行本
- ロドリゲス井之介 『さらば!! 独身寮』 新潮社〈バンチ・コミックス〉、全2巻
  1. 2005年7月15日発行 ISBN
  2. 2005年11月15日発行 ISBN